# Cabras
Cabras (sardinsky: Cràbas) je italská obec (comune) v provincii Oristano v regionu Sardinie. Nachází se ve výšce 6 metrů nad mořem a má přibližně 8 700 obyvatel. Rozloha obce je 102,26 km².